# Shifting Sands (film 1918 Parker)
Shifting Sands (o Her Wanton Destiny) è un film muto del 1918 diretto da Albert Parker. Sceneggiato da Charles T. Dazey, aveva come interprete principale la giovane Gloria Swanson.

## Trama
Marcia Grey si trova a dover lottare per affermarsi come artista non solo per poter mantenere sé stessa, ma anche per curare la sorella malata. A New York, però, non c'è mercato per il suo lavoro. Il tedesco Von Holtz si offre di toglierla dal suo ambiente povero per offrirle una vita lussuosa se diventerà la sua amante, ma Marcia rifiuta e, lui, per vendicarsi del rifiuto, la fa arrestare per furto. La giovane donna viene incarcerata e deve scontare una pena nella prigione di Blackwell. Quando esce, Madge viene a sapere che la sorella è morta. Disperata, pensa al suicidio ma poi decide di arruolarsi nell'Esercito della Salvezza. Lì conosce un ricco filantropo, John Stanford: i due si innamorano e ben presto si sposano.
Quando gli Stati Uniti entrano in guerra a fianco degli alleati, John è assegnato ai Servizi Segreti. Von Holtz, che adesso lavora come spia per i tedeschi, visita Stanford spacciandosi per un nobile inglese, Sir Robert Denby. Ma poiché Marcia lo riconosce, per non far saltare la sua copertura, la minaccia di tacere altrimenti lui rivelerà al marito il suo passato; in più, le ingiunge di aiutarlo a recuperare alcuni documenti segreti nell'ufficio di John. Marcia finge di acconsentire; poi, invece, racconta subito tutto al marito che fa arrestare la spia.

## Produzione
Le riprese del film, prodotto dalla Triangle Film Corporation, iniziarono a fine luglio 1918 negli studi della Triangle a Culver City dove era stato allestito un grandioso set per le scenografie di un negozio di moda che occupava tutto lo studio.

## Distribuzione
Distribuito dalla Triangle Distributing, il film uscì nelle sale cinematografiche statunitensi il 1º (o l'11) agosto 1918, mentre la prima a New York si tenne il 16 agosto.

Nel Regno Unito, venne poi distribuito anche con il titolo Her Wanton Destiny.
Nel 2008, la Grapevine Video ne fece uscire una versione in DVD originalmente preparata nel 2003 per il supporto VHS. Fu masterizzata da una copia in 8 mm. Il film, di 52 minuti, era accompagnato dalla versione DVD di un altro film interpretato da Gloria Swanson, Manhandled, diretto da Allan Dwan.

### Conservazione
Copie della pellicola si trovano conservate negli archivi del George Eastman Museum, in collezioni private, in quelli della Cineteca del Friuli di Gemona e dell'UCLA Film And Television Archive di Los Angeles.